# 시키정 (오사카부)
시키정(일본어: 志紀町)은 일본 오사카부 나카카와치군에 설치되었던 정이다. 현재의 야오시에 해당한다.